# Memorialul Tomáš Jakubčo (handbal feminin) - Ediția 2015
Memorialul Tomáš Jakubčo la handbal feminin 2015 a fost a 22-a ediție a competiției de handbal feminin organizată de clubul Iuventa Michalovce cu începere din anul 1991. Ediția din 2015 s-a desfășurat între 7-9 august, în sala Chemkostav Aréna din Michalovce, Slovacia. Câștigătoarea competiției a fost echipa românească HCM Baia Mare, fiind al doilea astfel de trofeu câștigat de campioana României.

## Echipe participante
La ediția din 2015 a Memorialului Tomáš Jakubčo au participat echipa gazdă Iuventa Michalovce și alte trei echipe invitate de clubul slovac.
Echipele participante la ediția a 22-a a Memorialului Tomáš Jakubčo au fost:
- HCM Baia Mare
- RK Podravka Koprivnica
- Iuventa Michalovce
- DVSC KF

### HCM Baia Mare
Echipa antrenată de Aurelian Roșca s-a prezentat cu următorul lot: Ionica Munteanu, Iulia Dumanska - Alexandra do Nascimento, Laura Oltean, Melinda Geiger, Ana Maria Tănăsie, Allison Pineau, Andrada Maior Pașca, Gabriella Szűcs, Lois Abbingh, Valentina Ardean-Elisei, Katarina Ježić, Luciana Marin, Gabriela Perianu, Timea Tătar, Cynthia Tomescu, Gabriela Preda, Mădălina Zamfirescu, Adriana Nechita, Patricia Vizitiu.

### Debreceni VSC Kézilabda Főoldal
Echipa antrenată de József Varga s-a prezentat cu următorul lot: Bettina Horváth-Pásztor, Vivien Víg, Bernadett Kiss - Ágnes Szilágyi, Nóra Varsányi, Orsolya Kiss, Jelena Despotović, Petra Slakta, Éva Kelemen, Maria Garbuz, Pálma Siska, Szederke Sirián, Bobana Klikovac, Nikolett Marincsák, Kitti Kudor.

### Iuventa Michalovce
Echipa antrenată de František Urban s-a prezentat cu următorul lot: Raquel Álvarez Lafuente, Lucia Gubiková, Adriana Medveďová - Mária Holešová, Vladimíra Kišíková, Marianna Rebičová, Marianna Soročinová, Olga Perederîi, Veronika Habánková, Jana Baratová, Sofia Nagyová, Patrícia Wollingerová, Jana Dziurová, Vladimíra Bajčiová, Iulia Cernova, Tatiana Trehubova, Evghenia Levcenko.

### RK Podravka Koprivnica
Echipa antrenată de Goran Mrden s-a prezentat cu următorul lot: Antonia Jukić, Ivana Kapitanović, Mirjana Milenković - Ana Nikšić, Ivana Dežić, Sara Šenvald, Dora Krsnik, Selena Milošević, Dragica Džono, Ekaterina Nemaškalo, Ivana Dragišić, Lana Franković, Marijeta Vidak.

## Partide
Partidele s-au jucat pe datele de 7, 8 și 9 august. Nu au fost alcătuite grupe. Fiecare echipă a jucat trei meciuri, câte unul împotriva fiecărei adversare. Meciurile au fost parțial transmise de televiziunea DigiSport Slovacia.
Programul de desfășurare de mai jos respectă ora locală a României.
| 7 august 2014 18:30 | Iuventa Michalovce        | 30 - 32 | HCM Baia Mare | Chemkostav Aréna, Michalovce Asistență: 850 Arbitri: Opava, Válek |
| 7 august 2014 18:30 | Trehubova, Wollingerová 6 | (16-18) | Geiger 10     | Chemkostav Aréna, Michalovce Asistență: 850 Arbitri: Opava, Válek |
| 7 august 2014 18:30 | 1×                        | Cronica | 4×            | Chemkostav Aréna, Michalovce Asistență: 850 Arbitri: Opava, Válek |

| 8 august 2014 10:00 | DVSC KF                | 23 - 28 | Podravka Koprivnica | Chemkostav Aréna, Michalovce Asistență: 150 Arbitri: Sivák, Ot'apka |
| 8 august 2014 10:00 | Szilágyi, Despotović 5 | (13-14) | Vidak 7             | Chemkostav Aréna, Michalovce Asistență: 150 Arbitri: Sivák, Ot'apka |
| 8 august 2014 10:00 | 7×                     | Cronica | 8×                  | Chemkostav Aréna, Michalovce Asistență: 150 Arbitri: Sivák, Ot'apka |

| 8 august 2014 16:30 | Iuventa Michalovce | 29 - 22 | Podravka Koprivnica | Chemkostav Aréna, Michalovce Asistență: 600 Arbitri: Sivák, Ot'apka |
| 8 august 2014 16:30 | Habánková 7        | (16-14) | Vidak 4             | Chemkostav Aréna, Michalovce Asistență: 600 Arbitri: Sivák, Ot'apka |
| 8 august 2014 16:30 | 4×                 | Cronica | 7×                  | Chemkostav Aréna, Michalovce Asistență: 600 Arbitri: Sivák, Ot'apka |

| 8 august 2014 18:30 | HCM Baia Mare            | 28 - 27 | DVSC KF | Chemkostav Aréna, Michalovce Asistență: 200 Arbitri: Opava, Válek |
| 8 august 2014 18:30 | Abbingh, Ardean-Elisei 5 | (15-17) | Kudor 8 | Chemkostav Aréna, Michalovce Asistență: 200 Arbitri: Opava, Válek |
| 8 august 2014 18:30 | 5×                       | Cronica | 1×      | Chemkostav Aréna, Michalovce Asistență: 200 Arbitri: Opava, Válek |

| 9 august 2014 10:00 | Iuventa Michalovce     | 29 - 32 | DVSC KF | Chemkostav Aréna, Michalovce Asistență: 600 Arbitri: Opava, Válek |
| 9 august 2014 10:00 | Habánková, Perederîi 5 | (14-18) | Kudor 7 | Chemkostav Aréna, Michalovce Asistență: 600 Arbitri: Opava, Válek |
| 9 august 2014 10:00 | 1×                     | Cronica | 4×      | Chemkostav Aréna, Michalovce Asistență: 600 Arbitri: Opava, Válek |

| 9 august 2014 12:00 | HCM Baia Mare     | 27 - 23 | Podravka Koprivnica | Chemkostav Aréna, Michalovce Asistență: 200 Arbitri: Sivák, Ot'apka |
| 9 august 2014 12:00 | Abbingh, Geiger 5 | (13-13) | Vidak 10            | Chemkostav Aréna, Michalovce Asistență: 200 Arbitri: Sivák, Ot'apka |
| 9 august 2014 12:00 | 6×                | Cronica | 5×                  | Chemkostav Aréna, Michalovce Asistență: 200 Arbitri: Sivák, Ot'apka |

## Clasament și statistici
| Echipa              | M | V | E | Î | GM | GP | G  | Pct |
| ------------------- | - | - | - | - | -- | -- | -- | --- |
| HCM Baia Mare       | 3 | 3 | 0 | 0 | 87 | 80 | +7 | 6   |
| Iuventa Michalovce  | 3 | 1 | 0 | 2 | 88 | 86 | +2 | 2   |
| DVSC KF             | 3 | 1 | 0 | 2 | 82 | 85 | −3 | 2   |
| Podravka Koprivnica | 3 | 1 | 0 | 2 | 73 | 79 | −6 | 2   |

### Clasamentul final
|   | HCM Baia Mare       |
| 2 | Iuventa Michalovce  |
| 3 | DVSC KF             |
| 4 | Podravka Koprivnica |

### Clasamentul marcatoarelor
| Poz. | Nume                          | Echipă              | Goluri |
| ---- | ----------------------------- | ------------------- | ------ |
| 1    | Marijeta Vidak (CRO)          | Podravka Koprivnica | 21     |
| 2    | Melinda Geiger (ROU)          | HCM Baia Mare       | 18     |
| 3    | Kitti Kudor (HUN)             | DVSC KF             | 17     |
| 4    | Jelena Despotović (MNE)       | DVSC KF             | 15     |
| 4    | Katarina Ježić (CRO)          | HCM Baia Mare       | 15     |
| 6    | Lois Abbingh (NED)            | HCM Baia Mare       | 14     |
| 6    | Veronika Habánková (SVK)      | Iuventa Michalovce  | 14     |
| 6    | Patrícia Wollingerová (SVK)   | Iuventa Michalovce  | 14     |
| 9    | Valentina Ardean-Elisei (ROU) | HCM Baia Mare       | 13     |
| 9    | Ekaterina Nemaškalo (CRO)     | Podravka Koprivnica | 13     |
| 9    | Olga Perederîi (UKR)          | Iuventa Michalovce  | 13     |

### Premii
Premiile au fost anunțate pe 9 august 2015:
- Cea mai bună jucătoare:  Kitti Kudor (HUN) (DVSC KF)
- Cea mai bună marcatoare:  Marijeta Vidak (CRO) (Podravka Koprivnica) (21 de goluri)
- Cel mai bun portar:  Raquel Álvarez Lafuente (ESP) (Iuventa Michalovce)
- Miss turneu:  Adriana Nechita (ROU) (HCM Baia Mare)

Surse: 
- pagina oficială a clubului Iuventa Michalovce[nefuncțională]
, Arhivat în 13 august 2015, la archive.is